# 北洋纪念亭

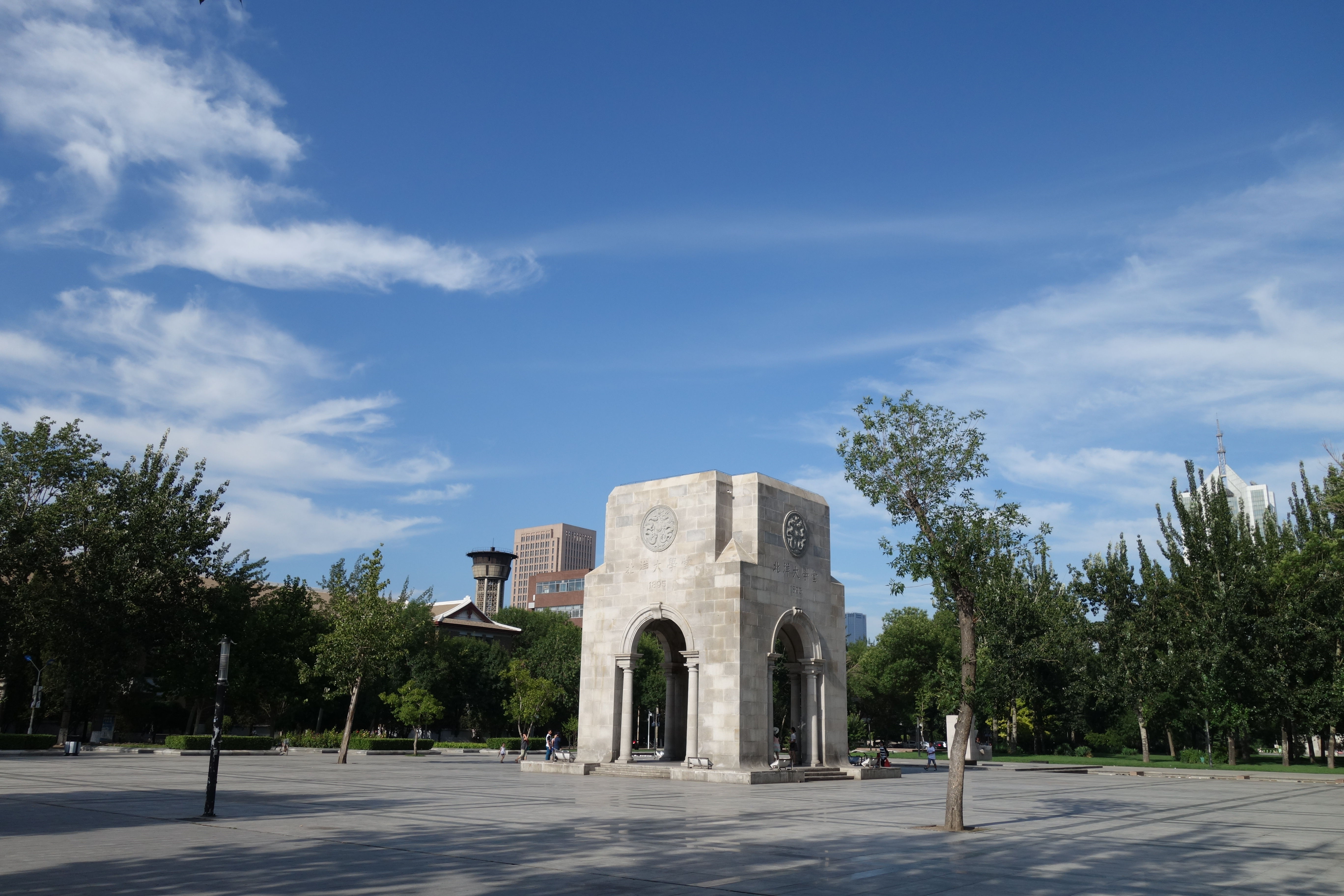
天津大学卫津路校区内的北洋纪念碑亭（天津大学建校百周年纪念碑亭)

北洋纪念亭，又名北洋纪念碑亭，第一座北洋纪念亭是天津大学为纪念北洋大学自1895年10月建校100周年而建立的，于1995年10月落成，也称“天津大学百周年校庆纪念亭”。2015年10月2日，北洋大学建校120周年之际，天津大学位于津南区的新校区落成投用，新校区主楼前宣怀广场建造了第二座北洋纪念亭，亭中树立了北洋大学创办人盛宣怀的雕像。
100周年北洋纪念亭和120周年北洋纪念亭均是由天津大学建筑学院彭一刚教授设计建造。